# Notre-Dame-de-Bondeville
Notre-Dame-de-Bondeville är en kommun i departementet Seine-Maritime i regionen Normandie i norra Frankrike. Kommunen ligger i kantonen Notre-Dame-de-Bondeville som tillhör arrondissementet Rouen. År 2022 hade Notre-Dame-de-Bondeville 7 004 invånare.

## Befolkningsutveckling
Antalet invånare i kommunen Notre-Dame-de-Bondeville
| Referens: INSEE |